# Leistes militaris
La loica pechirroja (Leistes militaris) es una especie de ave paseriforme de la familia Icteridae que habita en algunas regiones de Centro y Sudamérica. Está cercanamente relacionada con la loica cejiblanca (L. superciliaris), de forma que antaño se consideraba al tordo pechirrojo una subespecie de ésta.

## Distribución y hábitat
La loica pechirroja habita en el suroeste de Costa Rica, colonizada recientemente, en la isla de Trinidad, y por el sur hasta el noreste de Perú y el centro de Brasil. En 2008, se documentó su presencia por primera vez en Nicaragua.
Al igual que otras especies del mismo género, es un ave asociada a campo abierto, incluyendo praderas húmedas, pastizales y cultivos.